# 卡路士·拉菲爾·杜·阿曼龍
卡路士·拉菲爾·杜·阿曼龍（葡萄牙語：Carlos Rafael do Amaral，1983年11月24日—），生于聖保羅，現效力大阪櫻花。

## 榮譽
- 巴丙聯賽: 2003
- 巴西盃: 2005
- 巴乙聯賽: 2009

## 外部連結
- （英文） Guardian Stats Centre
- （葡萄牙文） globoesporte.globo.com
- （葡萄牙文） zerozero.pt[永久]
- （英文） sambafoot （页面存档备份，存于）
- （葡萄牙文） netvasco.com.br （页面存档备份，存于）
- （葡萄牙文） crvascodagama.com
- （葡萄牙文） CBF
- （葡萄牙文） ntevasco statistics （页面存档备份，存于）